# Jean-Marie Lustiger
Jean-Marie Lustiger (1926 - 2007) là một Hồng y người Pháp của Giáo hội Công giáo Rôma. Ông từng đảm nhận vai trò Hồng y Đẳng Linh mục Nhà thờ S. Luigi dei Francesi, Tổng giám mục đô thành Tổng giáo phận Paris trong suốt 24 năm, từ năm 1981 đến năm 2005 và Thường vụ Giáo hội Công giáo Đông phương tại Pháp cũng trong khoảng thời gian này.
Vốn là một giáo sĩ trong vai trò lãnh đạo giáo hội địa phương, ông từng đảm trách vai trò Giám mục chính tòa Giáo phận Orléans trước khi tiến đến trở thành Tổng giám mục đô thành Paris. Ông được vinh thăng Hồng y ngày 2 tháng 2 năm 1983, bởi Giáo hoàng Gioan Phaolô II.

## Tiểu sử
Hồng y Jean-Marie Lustiger sinh ngày 17 tháng 9 năm 1926 tại Paris, Pháp, vốn không có truyền thống theo Công giáo. Năm 13 tuổi, cậu bé Lustiger quyết định theo Công giáo và chính thức gia nhập đạo Công giáo bằng việc cử hành bí tích Rửa tội vào ngày 21 tháng 8 năm 1940. Sau quá trình tu học dài hạn tại các cơ sở chủng viện theo quy định của Giáo luật, ngày 17 tháng 4 năm 1954, Phó tế Lustiger, 28 tuổi, tiến đến việc được truyền chức linh mục. Cử hành nghi thức truyền chức cho tân linh mục là giám mục Emile-Arsène Blanchet, Nguyên giám mục chính tòa Giáo phận Saint-Dié. Tân linh mục là thành viên linh mục đoàn Tổng giáo phận Paris.
Sau 25 năm thi hành các công việc mục vụ với thẩm quyền và cương vị của một linh mục, ngày 10 tháng 11 năm 1979, Tòa Thánh loan tin Giáo hoàng đã quyết định tuyển chọn linh mục Jean-Marie Lustiger, 53 tuổi, gia nhập Giám mục đoàn Công giáo Hoàn vũ, với vị trí được bổ nhiệm là giám mục chính tòa Giáo phận Orléans. Lễ tấn phong cho vị giám mục tân cử được tổ chức sau đó vào ngày 8 tháng 12 cùng năm, với phần nghi thức chính yếu được cử hành cách trọng thể bởi 3 giáo sĩ cấp cao, gồm chủ phong là Hồng y Gabriel Auguste François Marty, Tổng giám mục đô thành Tổng giáo phận Paris; hai vị giáo sĩ còn lại, với vai trò phụ phong, gồm có Tổng giám mục Eugène-Marie Ernoult, Tổng giám mục đô thành Tổng giáo phận Sens (-Auxerre) và Giám mục Daniel-Joseph-Louis-Marie Pézeril, giám mục phụ tá Tổng giáo phận Paris. Tân giám mục chọn cho mình châm ngôn:RIEN N’EST IMPOSSIBLE À DIEU.
Chỉ sau khoảng thời gian hơn 1 năm được chọn làm giám mục, Giám mục Lustiger được Tòa Thánh thăng Tổng giám mục, qua việc bổ nhiệm giám mục này làm Tổng giám mục đô thành Tổng giáo phận Paris. Thông báo về việc bổ nhiệm này được công bố cách rộng rãi vào ngày 31 tháng 1 năm 1981. Chỉ sau khi được bổ nhiệm làm Tổng giám mục hai tháng, ngày 12 tháng 3 cùng năm, ông được bổ nhiệm làm Thường vụ Giáo hội Công giáo Đông phương tại Pháp.
Bằng việc tổ chức công nghị Hồng y năm 1983 được cử hành chính thức vào ngày 2 tháng 2, Giáo hoàng Gioan Phaolô II đưa ra quyết định vinh thăng Tổng giám mục Jean-Marie Lustiger tước vị danh dự của Giáo hội Công giáo, Hồng y. Tân Hồng y thuộc Đẳng Hồng y Linh mục và Nhà thờ Hiệu tòa được chỉ định là Nhà thờ S. Luigi dei Francesi.
Sau hơn 10 năm đảm nhận vai trò Hồng y Đẳng Linh mục Nhà thờ S. Luigi dei Francesi, Tòa Thánh bất ngờ đưa ra quyết định thay đổi nhà thờ hiệu tòa của Hồng y Lustiger. Cụ thể, từ ngày 26 tháng 11 năm 1994, nhà thờ hiệu tòa của ông là S. Luigi dei Francesi.
Ngày 11 tháng 2 năm 2005, Tòa Thánh chấp thuận đơn hồi hưu của ông, vì lý do tuổi tác, theo Giáo luật. Riêng chức vụ Thường vụ Giáo hội Công giáo Đông phương tại Pháp, ông giữ đến ngày 14 tháng 3 cùng năm.
Ông qua đời ngày 5 tháng 8 năm 2007, thọ 81 tuổi.